# مدار ۱۱ درجه شمالی
مدار ۱۱ درجه شمالی، دایره‌ای از عرض جغرافیایی است که در ۱۱ درجهٔ شمالی خط استوا  قرار دارد.

## گذر از مناطق
از نصف‌النهار مبدأ شروع می‌شود و به سمت مشرق ۱۱ درجه شمالی از موارد زیر گذر می‌کند:
| مختصات‌ها                                             | کشور، قلمرو یا دریا  | توضیحات |
| ---------------------------------------------------- | -------------------- | --- |
| ۱۱°۰′ شمالی ۰°۰′ شرقی / ۱۱٫۰۰۰°شمالی ۰٫۰۰۰°شرقی      | غنا                  | |
| ۱۱°۰′ شمالی ۰°۲′ شرقی / ۱۱٫۰۰۰°شمالی ۰٫۰۳۳°شرقی      | توگو                 | |
| ۱۱°۰′ شمالی ۰°۳۰′ شرقی / ۱۱٫۰۰۰°شمالی ۰٫۵۰۰°شرقی     | بورکینافاسو          | |
| ۱۱°۰′ شمالی ۰°۵۵′ شرقی / ۱۱٫۰۰۰°شمالی ۰٫۹۱۷°شرقی     | بنین                 | |
| ۱۱°۰′ شمالی ۳°۴۵′ شرقی / ۱۱٫۰۰۰°شمالی ۳٫۷۵۰°شرقی     | نیجریه               | |
| ۱۱°۰′ شمالی ۱۳°۴۶′ شرقی / ۱۱٫۰۰۰°شمالی ۱۳٫۷۶۷°شرقی   | کامرون               | |
| ۱۱°۰′ شمالی ۱۵°۳′ شرقی / ۱۱٫۰۰۰°شمالی ۱۵٫۰۵۰°شرقی    | چاد                  | |
| ۱۱°۰′ شمالی ۲۲°۲۸′ شرقی / ۱۱٫۰۰۰°شمالی ۲۲٫۴۶۷°شرقی   | جمهوری آفریقای مرکزی | The extreme north of the country, حدود 8&nbsp;km |
| ۱۱°۰′ شمالی ۲۲°۳۲′ شرقی / ۱۱٫۰۰۰°شمالی ۲۲٫۵۳۳°شرقی   | چاد                  | |
| ۱۱°۰′ شمالی ۲۲°۵۴′ شرقی / ۱۱٫۰۰۰°شمالی ۲۲٫۹۰۰°شرقی   | سودان                | |
| ۱۱°۰′ شمالی ۳۲°۲۵′ شرقی / ۱۱٫۰۰۰°شمالی ۳۲٫۴۱۷°شرقی   | سودان جنوبی          | |
| ۱۱°۰′ شمالی ۳۳°۱۴′ شرقی / ۱۱٫۰۰۰°شمالی ۳۳٫۲۳۳°شرقی   | سودان                | |
| ۱۱°۰′ شمالی ۳۴°۵۸′ شرقی / ۱۱٫۰۰۰°شمالی ۳۴٫۹۶۷°شرقی   | اتیوپی               | |
| ۱۱°۰′ شمالی ۴۱°۴۸′ شرقی / ۱۱٫۰۰۰°شمالی ۴۱٫۸۰۰°شرقی   | جیبوتی               | |
| ۱۱°۰′ شمالی ۴۲°۲۷′ شرقی / ۱۱٫۰۰۰°شمالی ۴۲٫۴۵۰°شرقی   | اتیوپی               | |
| ۱۱°۰′ شمالی ۴۲°۴۷′ شرقی / ۱۱٫۰۰۰°شمالی ۴۲٫۷۸۳°شرقی   | جیبوتی               | |
| ۱۱°۰′ شمالی ۴۲°۵۸′ شرقی / ۱۱٫۰۰۰°شمالی ۴۲٫۹۶۷°شرقی   | سومالی               | سومالی‌لند |
| ۱۱°۰′ شمالی ۴۳°۳۹′ شرقی / ۱۱٫۰۰۰°شمالی ۴۳٫۶۵۰°شرقی   | خلیج عدن             | |
| ۱۱°۰′ شمالی ۴۷°۶′ شرقی / ۱۱٫۰۰۰°شمالی ۴۷٫۱۰۰°شرقی    | سومالی               | سومالی‌لند و پانتلند |
| ۱۱°۰′ شمالی ۵۱°۷′ شرقی / ۱۱٫۰۰۰°شمالی ۵۱٫۱۱۷°شرقی    | اقیانوس هند          | دریای عرب · Passing between the جزیرهٔ Bangaram و Amini in هند's لاکشادویپ · دریای لاکادیو                                                                 |
| ۱۱°۰′ شمالی ۷۵°۵۱′ شرقی / ۱۱٫۰۰۰°شمالی ۷۵٫۸۵۰°شرقی   | هند                  | کرالا تامیل نادو پودوچری - Karaikal district, حدود 4&nbsp;km                                                                                              |
| ۱۱°۰′ شمالی ۷۹°۵۱′ شرقی / ۱۱٫۰۰۰°شمالی ۷۹٫۸۵۰°شرقی   | اقیانوس هند          | خلیج بنگال · Passing between Rutland Island و Little Andaman in هند's جزایر آندامان و نیکوبار · دریای آندامان - گذرکردن از شمال جزیرهٔ Lanbi Kyun, میانمار |
| ۱۱°۰′ شمالی ۹۸°۲۶′ شرقی / ۱۱٫۰۰۰°شمالی ۹۸٫۴۳۳°شرقی   | میانمار (Burma)      | جزیرهٔ Kau-Ye Kyun, and the mainland |
| ۱۱°۰′ شمالی ۹۹°۶′ شرقی / ۱۱٫۰۰۰°شمالی ۹۹٫۱۰۰°شرقی    | تایلند               | |
| ۱۱°۰′ شمالی ۹۹°۲۹′ شرقی / ۱۱٫۰۰۰°شمالی ۹۹٫۴۸۳°شرقی   | خلیج تایلند          | |
| ۱۱°۰′ شمالی ۱۰۳°۶′ شرقی / ۱۱٫۰۰۰°شمالی ۱۰۳٫۱۰۰°شرقی  | کامبوج               | |
| ۱۱°۰′ شمالی ۱۰۳°۲۵′ شرقی / ۱۱٫۰۰۰°شمالی ۱۰۳٫۴۱۷°شرقی | Bay of Kompong Som   | |
| ۱۱°۰′ شمالی ۱۰۳°۳۹′ شرقی / ۱۱٫۰۰۰°شمالی ۱۰۳٫۶۵۰°شرقی | کامبوج               | |
| ۱۱°۰′ شمالی ۱۰۵°۴۲′ شرقی / ۱۱٫۰۰۰°شمالی ۱۰۵٫۷۰۰°شرقی | ویتنام               | حدود 10&nbsp;km |
| ۱۱°۰′ شمالی ۱۰۵°۴۷′ شرقی / ۱۱٫۰۰۰°شمالی ۱۰۵٫۷۸۳°شرقی | کامبوج               | |
| ۱۱°۰′ شمالی ۱۰۶°۱۲′ شرقی / ۱۱٫۰۰۰°شمالی ۱۰۶٫۲۰۰°شرقی | ویتنام               | |
| ۱۱°۰′ شمالی ۱۰۸°۲۱′ شرقی / ۱۱٫۰۰۰°شمالی ۱۰۸٫۳۵۰°شرقی | دریای جنوبی چین      | Passing through the disputed جزایر اسپراتلی |
| ۱۱°۰′ شمالی ۱۱۹°۱۶′ شرقی / ۱۱٫۰۰۰°شمالی ۱۱۹٫۲۶۷°شرقی | فیلیپین              | جزیرهٔ Palawan |
| ۱۱°۰′ شمالی ۱۱۹°۳۰′ شرقی / ۱۱٫۰۰۰°شمالی ۱۱۹٫۵۰۰°شرقی | دریای سولو           | Passing amongst the Cuyo Islands, فیلیپین |
| ۱۱°۰′ شمالی ۱۲۲°۲′ شرقی / ۱۱٫۰۰۰°شمالی ۱۲۲٫۰۳۳°شرقی  | فیلیپین              | جزیرهٔ پانای |
| ۱۱°۰′ شمالی ۱۲۲°۵۱′ شرقی / ۱۱٫۰۰۰°شمالی ۱۲۲٫۸۵۰°شرقی | Guimaras Strait      | |
| ۱۱°۰′ شمالی ۱۲۳°۱۱′ شرقی / ۱۱٫۰۰۰°شمالی ۱۲۳٫۱۸۳°شرقی | فیلیپین              | جزیرهٔ Negros (northernmost tip) |
| ۱۱°۰′ شمالی ۱۲۳°۱۲′ شرقی / ۱۱٫۰۰۰°شمالی ۱۲۳٫۲۰۰°شرقی | دریای ویسایا         | |
| ۱۱°۰′ شمالی ۱۲۳°۵۶′ شرقی / ۱۱٫۰۰۰°شمالی ۱۲۳٫۹۳۳°شرقی | فیلیپین              | جزیرهٔ Cebu |
| ۱۱°۰′ شمالی ۱۲۴°۲′ شرقی / ۱۱٫۰۰۰°شمالی ۱۲۴٫۰۳۳°شرقی  | دریای کاموتس         | |
| ۱۱°۰′ شمالی ۱۲۴°۲۶′ شرقی / ۱۱٫۰۰۰°شمالی ۱۲۴٫۴۳۳°شرقی | فیلیپین              | جزیرهٔ Leyte |
| ۱۱°۰′ شمالی ۱۲۵°۲′ شرقی / ۱۱٫۰۰۰°شمالی ۱۲۵٫۰۳۳°شرقی  | اقیانوس آرام         | |
| ۱۱°۰′ شمالی ۱۲۵°۳۷′ شرقی / ۱۱٫۰۰۰°شمالی ۱۲۵٫۶۱۷°شرقی | فیلیپین              | جزیرهٔ Manicani |
| ۱۱°۰′ شمالی ۱۲۵°۳۹′ شرقی / ۱۱٫۰۰۰°شمالی ۱۲۵٫۶۵۰°شرقی | اقیانوس آرام         | |
| ۱۱°۰′ شمالی ۱۲۵°۴۷′ شرقی / ۱۱٫۰۰۰°شمالی ۱۲۵٫۷۸۳°شرقی | فیلیپین              | جزیرهٔ Calicoan |
| ۱۱°۰′ شمالی ۱۲۵°۴۸′ شرقی / ۱۱٫۰۰۰°شمالی ۱۲۵٫۸۰۰°شرقی | اقیانوس آرام         | گذرکردن از جنوب Ailinginae و Rongelap atolls, جزایر مارشال · گذرکردن از جنوب Toke atoll, جزایر مارشال                                                     |
| ۱۱°۰′ شمالی ۸۵°۴۳′ غربی / ۱۱٫۰۰۰°شمالی ۸۵٫۷۱۷°غربی   | کاستاریکا            | |
| ۱۱°۰′ شمالی ۸۵°۴′ غربی / ۱۱٫۰۰۰°شمالی ۸۵٫۰۶۷°غربی    | نیکاراگوئه           | |
| ۱۱°۰′ شمالی ۸۴°۴۹′ غربی / ۱۱٫۰۰۰°شمالی ۸۴٫۸۱۷°غربی   | کاستاریکا            | |
| ۱۱°۰′ شمالی ۸۴°۲۹′ غربی / ۱۱٫۰۰۰°شمالی ۸۴٫۴۸۳°غربی   | نیکاراگوئه           | |
| ۱۱°۰′ شمالی ۸۳°۴۷′ غربی / ۱۱٫۰۰۰°شمالی ۸۳٫۷۸۳°غربی   | دریای کارائیب        | |
| ۱۱°۰′ شمالی ۷۴°۴۷′ غربی / ۱۱٫۰۰۰°شمالی ۷۴٫۷۸۳°غربی   | کلمبیا               | |
| ۱۱°۰′ شمالی ۷۴°۳۴′ غربی / ۱۱٫۰۰۰°شمالی ۷۴٫۵۶۷°غربی   | دریای کارائیب        | |
| ۱۱°۰′ شمالی ۷۴°۱۷′ غربی / ۱۱٫۰۰۰°شمالی ۷۴٫۲۸۳°غربی   | کلمبیا               | |
| ۱۱°۰′ شمالی ۷۲°۳۱′ غربی / ۱۱٫۰۰۰°شمالی ۷۲٫۵۱۷°غربی   | ونزوئلا              | |
| ۱۱°۰′ شمالی ۷۱°۳۷′ غربی / ۱۱٫۰۰۰°شمالی ۷۱٫۶۱۷°غربی   | دریای کارائیب        | خلیج ونزوئلا |
| ۱۱°۰′ شمالی ۷۱°۱۲′ غربی / ۱۱٫۰۰۰°شمالی ۷۱٫۲۰۰°غربی   | ونزوئلا              | |
| ۱۱°۰′ شمالی ۶۸°۱۹′ غربی / ۱۱٫۰۰۰°شمالی ۶۸٫۳۱۷°غربی   | دریای کارائیب        | گذرکردن از شمال La Tortuga Island, ونزوئلا |
| ۱۱°۰′ شمالی ۶۴°۲۳′ غربی / ۱۱٫۰۰۰°شمالی ۶۴٫۳۸۳°غربی   | ونزوئلا              | جزیره مارگاریتا |
| ۱۱°۰′ شمالی ۶۳°۴۷′ غربی / ۱۱٫۰۰۰°شمالی ۶۳٫۷۸۳°غربی   | دریای کارائیب        | Passing between the جزیرهٔ ترینیداد و توباگو, ترینیداد و توباگو                                                                                            |
| ۱۱°۰′ شمالی ۶۱°۰′ غربی / ۱۱٫۰۰۰°شمالی ۶۱٫۰۰۰°غربی    | اقیانوس اطلس         | گذرکردن از جنوب Bissagos Islands, گینه بیسائو |
| ۱۱°۰′ شمالی ۱۵°۱۴′ غربی / ۱۱٫۰۰۰°شمالی ۱۵٫۲۳۳°غربی   | گینه بیسائو          | |
| ۱۱°۰′ شمالی ۱۴°۵۷′ غربی / ۱۱٫۰۰۰°شمالی ۱۴٫۹۵۰°غربی   | گینه                 | |
| ۱۱°۰′ شمالی ۸°۴۱′ غربی / ۱۱٫۰۰۰°شمالی ۸٫۶۸۳°غربی     | مالی                 | |
| ۱۱°۰′ شمالی ۸°۳۱′ غربی / ۱۱٫۰۰۰°شمالی ۸٫۵۱۷°غربی     | گینه                 | |
| ۱۱°۰′ شمالی ۸°۱۷′ غربی / ۱۱٫۰۰۰°شمالی ۸٫۲۸۳°غربی     | مالی                 | |
| ۱۱°۰′ شمالی ۹°۲۹′ غربی / ۱۱٫۰۰۰°شمالی ۹٫۴۸۳°غربی     | بورکینافاسو          | |
| ۱۱°۰′ شمالی ۲°۵۰′ غربی / ۱۱٫۰۰۰°شمالی ۲٫۸۳۳°غربی     | غنا                  | حدود 8&nbsp;km |
| ۱۱°۰′ شمالی ۲°۴۶′ غربی / ۱۱٫۰۰۰°شمالی ۲٫۷۶۷°غربی     | بورکینافاسو          | |
| ۱۱°۰′ شمالی ۱°۳۵′ غربی / ۱۱٫۰۰۰°شمالی ۱٫۵۸۳°غربی     | غنا                  | |
| ۱۱°۰′ شمالی ۱°۲۴′ غربی / ۱۱٫۰۰۰°شمالی ۱٫۴۰۰°غربی     | بورکینافاسو          | |
| ۱۱°۰′ شمالی ۱°۷′ غربی / ۱۱٫۰۰۰°شمالی ۱٫۱۱۷°غربی      | غنا                  | حدود 9&nbsp;km |
| ۱۱°۰′ شمالی ۱°۳′ غربی / ۱۱٫۰۰۰°شمالی ۱٫۰۵۰°غربی      | بورکینافاسو          | |
| ۱۱°۰′ شمالی ۰°۵۰′ غربی / ۱۱٫۰۰۰°شمالی ۰٫۸۳۳°غربی     | غنا                  | حدود 2&nbsp;km |
| ۱۱°۰′ شمالی ۰°۴۸′ غربی / ۱۱٫۰۰۰°شمالی ۰٫۸۰۰°غربی     | بورکینافاسو          | |
| ۱۱°۰′ شمالی ۰°۳۰′ غربی / ۱۱٫۰۰۰°شمالی ۰٫۵۰۰°غربی     | غنا                  | |